# Гурупрасада Свами
Гурупраса́да Сва́ми (IAST: Guruprasāda Svāmī, англ. Guru Prasad Swami; имя при рождении — Уи́льям Хе́нрикс, англ. William S. Henricks; род. 22 октября 1951, Харлинген, Техас) — кришнаитский религиозный деятель и проповедник, ученик Бхактиведанты Свами Прабхупады, гуру и член Руководящего совета в Международном обществе сознания Кришны (ИСККОН). Курирует деятельность ИСККОН в Мексике, Сальвадоре, Гватемале, Гондурасе, Никарагуа, Белизе, Коста-Рике, Панаме, Венесуэле, Колумбии и на Тринидаде и Тобаго. В одной из научных публикаций назван «одним из выдающихся руководителей ИСККОН».

## Биография

### Ранние годы
Уильям Хенрикс родился в состоятельной американской семье с немецкими корнями. Его детство прошло в городе Харлинген, расположенном на самом юге Техаса, в долине реки Рио-Гранде. День рождения будущего кришнаитского гуру в индуистском лунном календаре совпал с важным вайшнавским религиозным праздником — днём явления священного озера Радха-кунды. С ранней юности Уильям проявлял интерес к духовным темам. В своих духовных поисках он хотел получить более ясную идею о том, кто такой Бог, найти определение Бога.
После окончания школы в 1969 году Уильям поступил в Университет Пердью, где изучал ядерную физику. Затем он перевёлся в Техасский университет в Остине, где в 1970 году впервые повстречался с кришнаитами.

### Служба в морской пехоте США. Обращение в кришнаизм
После окончания университета Уильям отказался от научной карьеры и пошёл служить в морскую пехоту США. Его отправили проходить службу на американскую военную базу в зоне Панамского канала. В 1973 году в городе Панаме Уильям встретил на улице американского ученика Бхактиведанты Свами Прабхупады (более известного как Прабхупада), распространявшего религиозную литературу. Кришнаит рассказал о своей религии и дал Уильяму книгу, в которой тот нашёл удовлетворительные ответы на свои вопросы. Изучение гаудия-вайшнавизма побудило Уильяма «переосмыслить само значение веры». В сравнении со всеми другими знакомыми ему религиозными традициями, гаудия-вайшнавизм показался ему единственной религией, «дававшей понимание Бога, духовного мира и духовной деятельности». Уильям написал письмо в штаб-квартиру кришнаитского издательства «Бхактиведанта Бук Траст» в Лос-Анджелесе и заказал по почте другие кришнаитские книги. Он начал практиковать гаудия-вайшнавизм и проповедовать своим сослуживцам, один из которых позднее также стал кришнаитом и получил духовное посвящение у Прабхупады.

### Первые годы в ИСККОН. Паломничество в Индию и получение духовного посвящения
После того, как в Сан-Хосе открылся кришнаитский храм, ставший первым в Центральной Америке, Уильям начал регулярно посещать храмовые богослужения и оказывать кришнаитам финансовую помощь. Вскоре он оставил службу в армии и принял монашеский образ жизни. В 1975 году он стал лидером проповеднической группы, занимавшейся санкиртаной — распространением кришнаитской литературы за денежные пожертвования.
В феврале 1975 года Прабхупада посетил Мексику. Был также запланирован его визит в Коста-Рику, который, однако, так и не состоялся. Впервые встретиться со своим духовным учителем Уильяму удалось в начале 1976 года в Маяпуре, куда он вместе с президентом храма отправился в паломничество. Несколько месяцев спустя, в храме Кришны-Баларамы во Вриндаване, Уильям получил от Прабхупады духовное посвящение и имя на санскрите «Гурупрасада Даса». Сразу же после окончания церемонии инициации, Гурупрасада был формально представлен Прабхупаде, который попросил его продолжать распространять религиозную литературу в Латинской Америке.

### Миссионерская деятельность в Латинской Америке. Принятие отречения
Из Индии в Коста-Рику Гурупрасада привёз с собой статуи божеств Чайтаньи и Нитьянанды, благословлённые Прабхупадой для установления в храме ИСККОН в Сан-Хосе. В 1976—1978 годах Гурупрасада занимался распространением кришнаитской литературы в Центральной Америке. В 1977 году он получил вторую, брахманскую инициацию, а в 1978 году стал президентом храма в Сан-Хосе. В том же году он отправился проповедовать в Панаму, где открыл первый кришнаитский храм в этой стране. Затем Гурупрасада начал активно путешествовать и проповедовать в странах Латинской Америки. Он помогал открывать новые храмы, выполнял различные административные функции.
9 мая 1982 года в Рио-де-Жанейро Гурупрасада вместе с двумя своими духовными братьями принял посвящение в санньясу (уклад жизни в отречении) от тогдашнего лидера ИСККОН в Латинской Америке Хридаянанды Госвами. При этом Гурупрасада получил титул «свами» и с тех пор известен под именем «Гурупрасада Свами». Хридаянанда Госвами в то время работал над комментированным переводом классического санскритского текста «Бхагавата-пураны». В комментарии к одному из санскритских стихов (12.33.3) Хридаянанда упомянул о состоявшейся в тот день церемонии посвящения в санньясу:
Сегодня, 9 мая 1982 года, в пронизанном духом чувственных наслаждений городе Рио-де-Жанейро (Бразилия) мы посвятили в санньясу, отречённый образ жизни, трёх молодых людей: двух бразильцев и одного американца. Сделали мы это с искренней надеждой на то, что они будут верно следовать строгим обетам жизни в отречении и станут истинными духовными лидерами в Латинской Америке.

### Деятельность в руководстве ИСККОН
В 1987 году Гурупрасада Свами был назначен инициирующим гуру и членом Руководящего совета ИСККОН. На посту члена Руководящего совета он начал курировать деятельность ИСККОН в Центральной Америке, Мексике, Венесуэле и Колумбии. В 1992 году он также стал лидером ИСККОН в штате Аризона (США) и на Тринидаде и Тобаго. Кроме того, Гурупрасада Свами руководил ИСККОН в Бразилии (1995—2006), штатах Небраска (2003—2006) и Нью-Мексико (2003—2007). По данным на 2010 год он курировал деятельность ИСККОН в Мексике, Аризоне, на Тринидаде и Тобаго и (вместе с Бхактибхушаной Свами) в Сальвадоре, Гватемале, Гондурасе, Никарагуа, Белизе, Коста-Рике, Панаме, Венесуэле и Колумбии.